# 古羅馬經濟

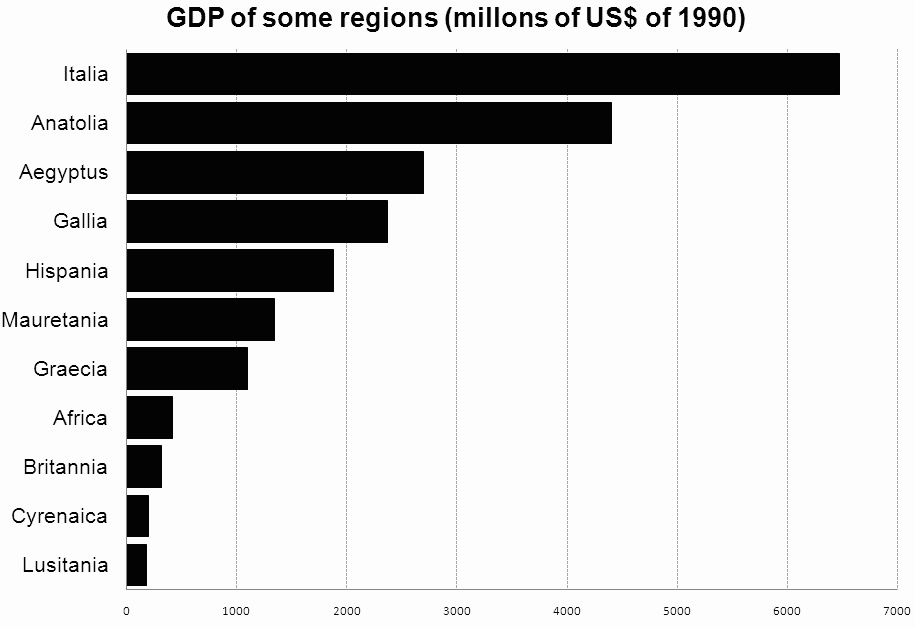
圖為羅馬帝國一些地區於公元一年左右的地區生產毛額

在羅馬共和國時期，羅馬經濟主要為農業經濟，以穀物和酒類等貨品的交易為中心。 當時的金融市場就建構在這些交易上，而個人事業和公共設施興建所需要的借款則主要來自因家庭間聯繫而組成的金融仲介。 在農產或現金短缺的時期，羅馬官員和鑄幣者（被官方允許自行鑄造貨幣的個人）常會依賴加鑄貨幣來度過該時期。這個現象也發生在了漫長的第一次布匿戰爭中，造成了經濟的扭曲和財務困難。羅馬帝國早期，人們開始使用貨幣來表達價格和債務，且基本的銀行體系已經成形。 羅馬皇帝會發行印有他們肖像的貨幣做為政治宣傳，以建立良好的公眾印象及彰顯他們的財富和權力。 羅馬帝國的經濟時常會有不穩，部分原因是一些羅馬皇帝會發行貨幣以資助一些高調的皇家項目。例如大型的公共建設，或是發起一些可作為政治宣傳，但實際產生的利益較少的戰爭。

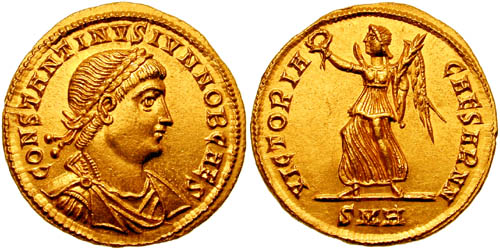
君士坦丁二世時期發行的索幣，背面刻有維多利亞的形象。她是最後出現在古羅馬硬幣上的神祗之一，她後來因為基督宗教的規定而逐漸轉變成了天使的形象

銀行體系的建立，使得不需透過硬幣就能進行的大金額交易成為可能，並造就了法定貨幣。由於沒有中央銀行，因此會由專業的存款銀行家（英語：deposit banker）或稱錢商、錢莊主（拉丁語：argentarius或是coactor argentarius，後來又稱：nummularius）替人保存定期或活期存款，並將錢出借給第三方。由於通常情況下，當時的銀行家可用的資本總是超過眾借款人所需要的金額，因此銀行家可能會借出一些頗具風險的貸款，或是允許延長信用期間到具風險的程度。羅馬的元老階級有著大量的私人借貸，他們既擔任債權人又同時身為借款人，並且會根據社交關係向別人出借貸款。古典時代的羅馬銀行通常採部分準備金銀行制度，意即銀行的存款準備金比總體存戶的存款金額還低，因為當時的銀行並沒有動機去保障發生擠兌時存款人的權益。對於當時的羅馬人來說，尤其因為塞內卡思想的影響，而普遍認為只要是和商業有關係的人，就應該擁有能提供貸款和產生債務的權利。這種尋求法定貨幣的思想趨勢也造就了貨幣供應量的起伏不定。
從安敦尼王朝到塞维鲁王朝之間的羅馬皇帝全面的降低了貨幣的內在價值，尤其是第纳里乌斯的價值，因為當時急切地需要籌措薪資支付給軍隊。在康茂德皇帝統治期間，突如其來的通貨膨脹損害了信用市場。到了200年代中期，貴金屬幣的供應量急劇下降。而三世紀危機時期的種種問題如遠距交易的減少、礦業停擺以及外敵將羅馬帝國境內的金幣轉移至境外等，造成了直到公元300年為止貨幣供應量和銀行業的大幅退化。儘管羅馬帝國的貨幣長久以來都是法定貨幣或稱信用貨幣，民眾對於貨幣支付能力的憂心仍舊在奥勒良皇帝統治期間來到了高點，且銀行家對於中央政府發行的貨幣也已失去了信心。儘管在此之後的皇帝戴克里先發行了索幣以取代既有的黃金含量較低的金幣，並推行了貨幣改革，羅馬帝國的信用市場依舊回復不到從前的穩健。

## 礦冶

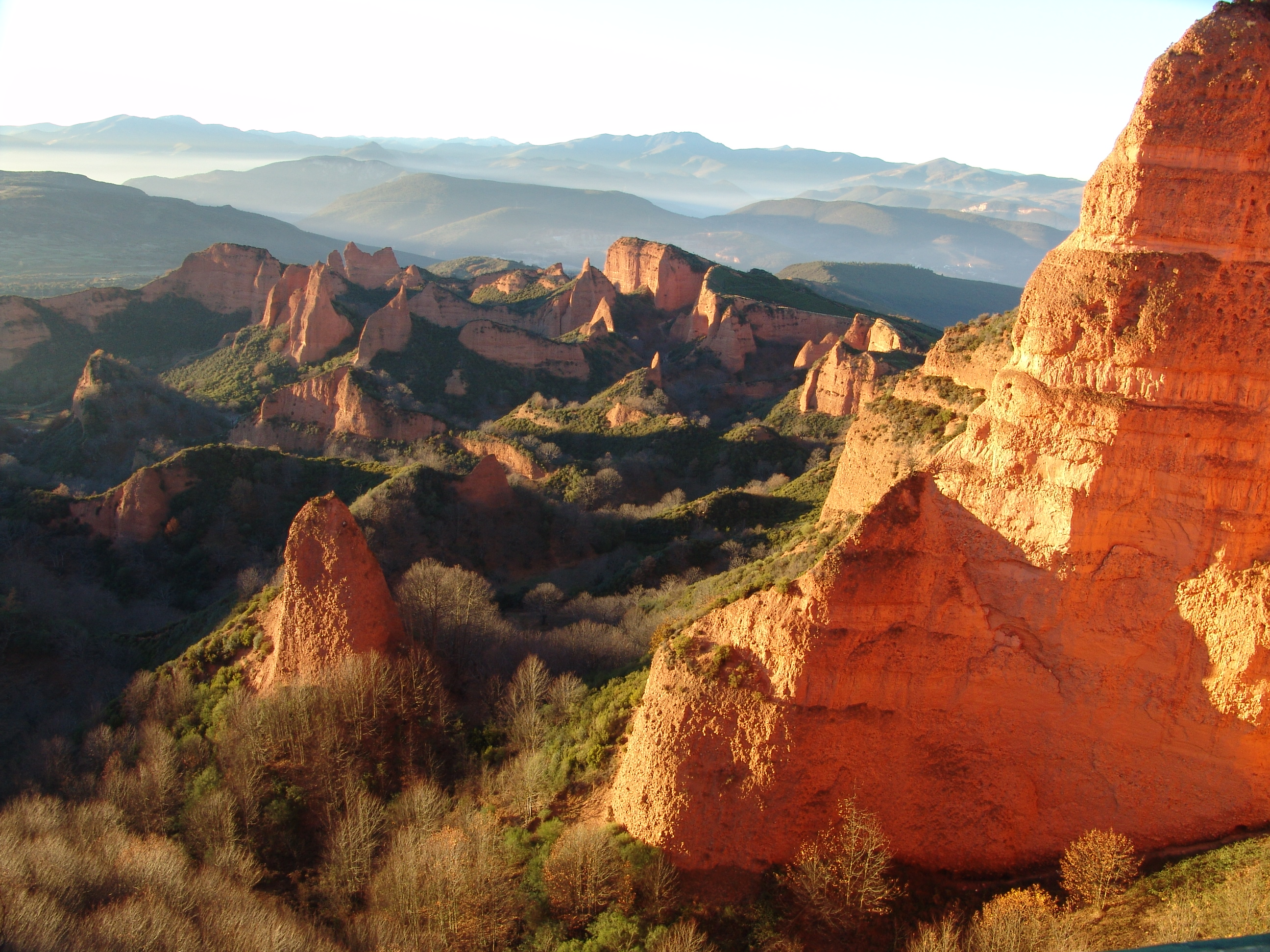
上圖顯示了西班牙的拉斯梅德拉斯地區的特殊地形，這是由於羅馬帝國時期所採用的一種名為「破壞山脈」（拉丁語：ruina montium）的採礦技術而導致的。

羅馬帝國主要的礦產開採區有西班牙（開採金、銀、銅、錫以及鉛礦）、高卢（金、銀、鐵礦）、不列顛尼亞（主要開採鐵、鉛以及錫礦）、多瑙河地區諸行省（金、鐵礦）、馬其頓和色雷斯（金、銀礦），以及小亞細亞（金、銀、鐵以及錫礦）。自奥古斯都統治期間開始，羅馬帝國進行了大規模的採礦活動，並持續到了公元三世紀前期為止，因為當時的帝國逐漸衰弱，最終導致了礦業生產活動的停擺。例如羅馬帝國於大約公元271年被迫放棄了達契亞行省，而失去了對於當地金礦的掌握。到了公元四世紀期間，礦業活動才恢復了一定規模。

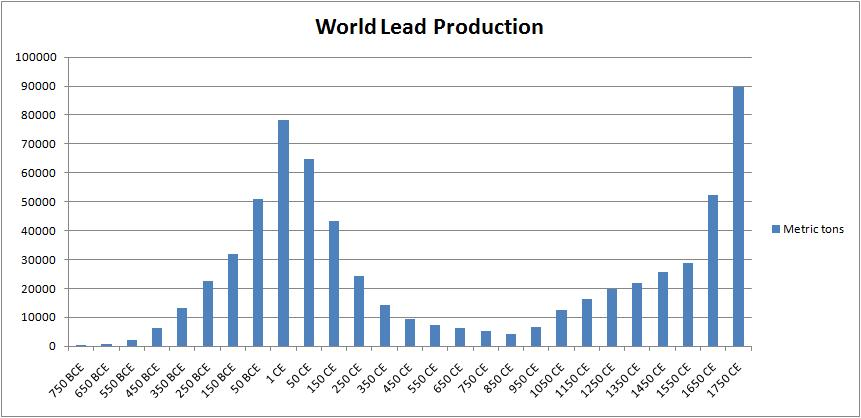
由從格陵蘭提取出的冰芯所估計的全球歷史鉛礦產量，其於一世紀時達到了巔峰，後來就急遽下降。一直到了18世紀中期，全球的鉛礦產量才超越了先前羅馬人所創造的數字。

被老普林尼稱作「破壞山脈」的水利採礦技術使得羅馬人能夠以如同原始工業的規模來開採金屬。估計當時每年的鐵礦產量達到了82,500公噸。銅的年產量為15,000公噸，而鉛的年產量則有80,000公噸，後兩種礦物在當時的產量一直到了工業革命為止都沒有被超越過。而當時光西班牙地區的鉛產量就佔據了全球的四成。之所以會有如此高的鉛產量是因為當時的羅馬正在大規模的開採銀礦（年產量達到了200公噸），而鉛則是銀礦開採時產生的副產品。在公元二世紀中期左右──羅馬銀存貨量之最高峰，估計其存貨達到了10,000公噸。這個數字是中世紀歐洲再加上公元800年左右的阿拔斯王朝的所有的銀重量的五至十倍。伴隨著大規模的金屬開採，格陵蘭冰原的鉛汙染程度在羅馬帝國時期達到了史前的四倍，之後又隨之降低。
隨著水利採礦技術（沖刷找礦和就地洗礦）的發明和遠播，以及羅馬人計畫和實行大規模採礦工程的才能，他們得以用相當於原始工業的規模開採各種金屬，不論是在各種賤金屬或貴金屬的生產量上，直至工業革命前都極少被超越過。當時用以冶煉和鍛造金屬，以及用以取暖的燃料，絕大多數是木材和木炭，而其中木炭的效果又比木材約好上了一倍。此外，有些地區已經開始大量的開採煤炭。到了公元二世紀的晚期，不列顛尼亞幾乎所有主要的煤田都已被開發利用，並開展了英格蘭和北海沿岸的熱絡貿易，後來貿易又延伸到了內陸的莱茵兰地區，此時的當地已有使用烟煤作為冶煉鐵礦的燃料。
|    | 年產量（公噸） | 備註 |
| 鐵 | 82,500         | 將不列顛尼亞每人平均生產1.5公斤鐵礦的估計套用到全羅馬5,500萬人口上                                              |
| 銅 | 15,000         | 工業革命前最大的年生產量                                                                                        |
| 鉛 | 80,000         | 工業革命前最大的年生產量                                                                                        |
| 銀 | 20000          | 公元二世紀中期左右，存貨量達到了10,000公噸，是中世紀歐洲再加上公元800年左右的阿拔斯王朝的所有的銀重量的五至十倍 |
| 金 | 90000          | 僅估計阿斯图里亚斯、伽萊里亞行省以及盧西塔尼亞（伊比利半島全域）的年產量                                        |

## 外部連結
- The Oxford Roman Economy Project （页面存档备份，存于）